# Liste des monuments historiques de la Marne
Cet article recense les monuments historiques de la Marne, en France.

## Statistiques
Au 21 juillet 2025, la Marne compte 410 édifices comportant au moins une protection au titre des monuments historiques, dont 273 sont classés et 151 sont inscrits. Le total des monuments classés et inscrits est supérieur au nombre total de monuments protégés car plusieurs d'entre eux sont à la fois classés et inscrits.

## Liste
Du fait du nombre de protections dans certaines communes, elles font l'objet d'un article dédié :
- pour Châlons-en-Champagne, voir la liste des monuments historiques de Châlons-en-Champagne ;
- pour Reims, voir la liste des monuments historiques de Reims.

- Haut – A
- B
- C
- D
- E
- F
- G
- H
- I
- J
- K
- L
- M
- N
- O
- P
- Q
- R
- S
- T
- U
- V
- W
- X
- Y
- Z

### A
| Monument                                    | Commune              | Adresse                  | Coordonnées                      | Notice         | Protection     | Date | Illustration                                |
| ------------------------------------------- | -------------------- | ------------------------ | -------------------------------- | -------------- | -------------- | ---- | ------------------------------------------- |
| Église Saint-Rémi d'Allemant                | Allemant             |                          | 48° 45′ 38″ nord, 3° 47′ 58″ est | « PA00078563 » | Classé         | 1932 | Église Saint-Rémi d'Allemant                |
| Croix de chemin d'Ambonnay                  | Ambonnay             | Place de l'Ancien-Marché | 49° 04′ 36″ nord, 4° 10′ 23″ est | « PA00078564 » | Classé         | 1905 | Croix de chemin d'Ambonnay                  |
| Église Saint-Réol d'Ambonnay                | Ambonnay             |                          | 49° 04′ 34″ nord, 4° 10′ 29″ est | « PA00078565 » | Classé         | 1922 | Église Saint-Réol d'Ambonnay                |
| Fontaine d'Ambonnay                         | Ambonnay             | Place de la Fontaine     | 49° 04′ 40″ nord, 4° 10′ 17″ est | « PA51000009 » | Inscrit        | 2003 | Fontaine d'Ambonnay                         |
| Abbaye de Haute-Fontaine                    | Ambrières            |                          | 48° 38′ 13″ nord, 4° 48′ 45″ est | « PA00078566 » | Inscrit        | 1979 | Abbaye de Haute-Fontaine                    |
| Église de l'Assomption d'Ambrières          | Ambrières            |                          | 48° 38′ 00″ nord, 4° 50′ 21″ est | « PA00078567 » | Classé         | 1918 | Église de l'Assomption d'Ambrières          |
| Église Saint-Antoine d'Anglure              | Anglure              |                          | 48° 35′ 05″ nord, 3° 48′ 50″ est | « PA00078568 » | Classé Inscrit | 1946 | Église Saint-Antoine d'Anglure              |
| Église Saint-Symphorien d'Anthenay          | Anthenay             |                          | 49° 08′ 31″ nord, 3° 44′ 06″ est | « PA00078569 » | Classé         | 1920 | Église Saint-Symphorien d'Anthenay          |
| Église Saint-Rémy d'Aougny                  | Aougny               |                          | 49° 10′ 55″ nord, 3° 43′ 32″ est | « PA00078570 » | Classé         | 1922 | Église Saint-Rémy d'Aougny                  |
| Château d'Arcis-le-Ponsart                  | Arcis-le-Ponsart     |                          | 49° 14′ 12″ nord, 3° 41′ 34″ est | « PA00078571 » | Classé         | 1931 | Château d'Arcis-le-Ponsart                  |
| Église Notre-Dame d'Arcis-le-Ponsart        | Arcis-le-Ponsart     |                          | 49° 14′ 12″ nord, 3° 41′ 32″ est | « PA00078572 » | Classé         | 1919 | Église Notre-Dame d'Arcis-le-Ponsart        |
| Église Saint-Antoine d'Arzillières-Neuville | Arzillières-Neuville |                          | 48° 38′ 40″ nord, 4° 35′ 19″ est | « PA00078573 » | Classé         | 1911 | Église Saint-Antoine d'Arzillières-Neuville |
| Château d'Athis                             | Athis                |                          | 49° 01′ 02″ nord, 4° 07′ 32″ est | « PA00078574 » | Inscrit        | 1982 | Château d'Athis                             |
| Église Saint-Martin d'Auve                  | Auve                 |                          | 49° 01′ 59″ nord, 4° 41′ 46″ est | « PA00078575 » | Classé         | 1916 | Église Saint-Martin d'Auve                  |
| Église Saint-Trésain                        | Avenay-Val-d'Or      |                          | 49° 04′ 14″ nord, 4° 02′ 54″ est | « PA00078576 » | Classé         | 1845 | Église Saint-Trésain                        |
| Fontaine d'Avize                            | Avize                | École de viticulture     | 48° 58′ 11″ nord, 4° 00′ 27″ est | « PA00078577 » | Classé         | 1961 | Image manquante Téléverser                  |
| Menhir de Haute-Borne                       | Avize                |                          | 48° 58′ 56″ nord, 4° 01′ 27″ est | « PA00078578 » | Classé         | 1889 | Menhir de Haute-Borne                       |
| Église Saint-Brice d'Ay                     | Ay                   |                          | 49° 03′ 20″ nord, 4° 00′ 11″ est | « PA00078579 » | Classé         | 1942 | Église Saint-Brice d'Ay                     |

- Haut – A
- B
- C
- D
- E
- F
- G
- H
- I
- J
- K
- L
- M
- N
- O
- P
- Q
- R
- S
- T
- U
- V
- W
- X
- Y
- Z

### B
| Monument                                     | Commune                  | Adresse            | Coordonnées                      | Notice         | Protection     | Date | Illustration                                 |
| -------------------------------------------- | ------------------------ | ------------------ | -------------------------------- | -------------- | -------------- | ---- | -------------------------------------------- |
| Église Saint-Memmie de Baconnes              | Baconnes                 |                    | 49° 09′ 31″ nord, 4° 20′ 15″ est | « PA00078580 » | Classé         | 1920 | Église Saint-Memmie de Baconnes              |
| Dolmen du Reclus                             | Bannay                   | Forêt du Reclus    | 48° 50′ 26″ nord, 3° 42′ 45″ est | « PA00078869 » | Classé         | 1930 | Dolmen du Reclus                             |
| Dolmen de Barbonne-Fayel                     | Barbonne-Fayel           | Les Mardelles      | 48° 39′ 43″ nord, 3° 43′ 32″ est | « PA00078581 » | Classé         | 1921 | Dolmen de Barbonne-Fayel                     |
| Tumulus de Baudement                         | Baudement                | Ruelle de la Butte | 48° 34′ 40″ nord, 3° 47′ 03″ est | « PA00078582 » | Classé         | 1934 | Tumulus de Baudement                         |
| Château de Baye                              | Baye                     |                    | 48° 51′ 08″ nord, 3° 45′ 50″ est | « PA00078583 » | Classé         | 1923 | Château de Baye                              |
| Église Saint-Pierre-et-Saint-Paul de Baye    | Baye                     |                    | 48° 51′ 15″ nord, 3° 45′ 51″ est | « PA00078584 » | Classé         | 1986 | Église Saint-Pierre-et-Saint-Paul de Baye    |
| Église Saint-Rémy de Bazancourt              | Bazancourt               |                    | 49° 21′ 57″ nord, 4° 10′ 05″ est | « PA00078585 » | Classé         | 1914 | Église Saint-Rémy de Bazancourt              |
| Église Notre-Dame de Beaunay                 | Beaunay                  |                    | 48° 53′ 16″ nord, 3° 52′ 34″ est | « PA00078586 » | Classé         | 1976 | Église Notre-Dame de Beaunay                 |
| Église Saint-Laurent de Beine-Nauroy         | Beine-Nauroy             |                    | 49° 14′ 58″ nord, 4° 12′ 59″ est | « PA00078587 » | Classé         | 1921 | Église Saint-Laurent de Beine-Nauroy         |
| Château de Bergères-sous-Montmirail          | Bergères-sous-Montmirail |                    | 48° 50′ 39″ nord, 3° 35′ 32″ est | « PA00078588 » | Classé Inscrit | 1982 | Château de Bergères-sous-Montmirail          |
| Église Saint-Martin de Berru                 | Berru                    |                    | 49° 16′ 19″ nord, 4° 09′ 10″ est | « PA00078589 » | Classé         | 1921 | Église Saint-Martin de Berru                 |
| Église Saint-Sébastien de Bétheny            | Bétheny                  |                    | 49° 17′ 08″ nord, 4° 03′ 32″ est | « PA00078590 » | Classé         | 1920 | Église Saint-Sébastien de Bétheny            |
| Église Saint-Serein de Bethon                | Bethon                   |                    | 48° 36′ 53″ nord, 3° 36′ 49″ est | « PA00078591 » | Inscrit        | 1927 | Église Saint-Serein de Bethon                |
| Église Saint-Martin de Bezannes              | Bezannes                 |                    | 49° 13′ 20″ nord, 3° 59′ 10″ est | « PA00078592 » | Classé         | 1912 | Église Saint-Martin de Bezannes              |
| Château de Bignicourt-sur-Saulx              | Bignicourt-sur-Saulx     |                    | 48° 45′ 58″ nord, 4° 46′ 26″ est | « PA51000008 » | Classé Inscrit | 2005 | Château de Bignicourt-sur-Saulx              |
| Église Saint-Hélain                          | Bisseuil                 |                    | 49° 02′ 40″ nord, 4° 05′ 11″ est | « PA00078593 » | Classé         | 1924 | Église Saint-Hélain                          |
| Église de l'Assomption de Blesme             | Blesme                   |                    | 48° 43′ 33″ nord, 4° 46′ 30″ est | « PA00078594 » | Classé         | 1916 | Église de l'Assomption de Blesme             |
| Église Sainte-Croix de Boult-sur-Suippe      | Boult-sur-Suippe         |                    | 49° 22′ 26″ nord, 4° 08′ 32″ est | « PA00078595 » | Classé         | 1920 | Église Sainte-Croix de Boult-sur-Suippe      |
| Église Saint-Pierre de Bourgogne             | Bourgogne                |                    | 49° 20′ 59″ nord, 4° 04′ 10″ est | « PA00078596 » | Classé         | 1921 | Église Saint-Pierre de Bourgogne             |
| Mausolée de Bourgogne                        | Bourgogne                |                    | 49° 21′ 05″ nord, 4° 04′ 06″ est | « PA51000029 » | Inscrit        | 2020 | Mausolée de Bourgogne                        |
| Château de Braux-Sainte-Cohière              | Braux-Sainte-Cohière     |                    | 49° 05′ 33″ nord, 4° 49′ 37″ est | « PA00078597 » | Classé         | 1972 | Château de Braux-Sainte-Cohière              |
| Église Saint-Léonard de Bréban               | Bréban                   |                    | 48° 34′ 46″ nord, 4° 24′ 13″ est | « PA00078598 » | Inscrit        | 1928 | Église Saint-Léonard de Bréban               |
| Église Notre-Dame de Breuil-sur-Vesle        | Breuil-sur-Vesle         |                    | 49° 18′ 42″ nord, 3° 46′ 06″ est | « PA00078600 » | Classé         | 1923 | Église Notre-Dame de Breuil-sur-Vesle        |
| Église Saint-Martin du Breuil                | Le Breuil                |                    | 48° 58′ 31″ nord, 3° 38′ 46″ est | « PA00078599 » | Inscrit        | 1986 | Église Saint-Martin du Breuil                |
| Église Saint-Apollinaire de Broussy-le-Grand | Broussy-le-Grand         |                    | 48° 47′ 18″ nord, 3° 52′ 32″ est | « PA00078601 » | Classé         | 1919 | Église Saint-Apollinaire de Broussy-le-Grand |
| Tuilerie de Broyes                           | Broyes                   |                    | 48° 45′ 43″ nord, 3° 46′ 24″ est | « PA51000004 » | Inscrit        | 2000 | Image manquante Téléverser                   |
| Château de Brugny                            | Brugny-Vaudancourt       |                    | 48° 59′ 39″ nord, 3° 53′ 17″ est | « PA00078917 » | Inscrit        | 1990 | Château de Brugny                            |
| Tumulus de Bussy-le-Château                  | Bussy-le-Château         | Le Village         | 49° 03′ 43″ nord, 4° 32′ 45″ est | « PA00078602 » | Classé         | 1930 | Tumulus de Bussy-le-Château                  |
| Tumulus de Bussy-le-Château                  | Bussy-le-Château         | Le Village         | 49° 03′ 45″ nord, 4° 32′ 33″ est | « PA00078603 » | Classé         | 1930 | Tumulus de Bussy-le-Château                  |
| Église Saint-Étienne de Bussy-Lettrée        | Bussy-Lettrée            |                    | 48° 48′ 14″ nord, 4° 15′ 39″ est | « PA00078604 » | Classé         | 1949 | Église Saint-Étienne de Bussy-Lettrée        |

- Haut – A
- B
- C
- D
- E
- F
- G
- H
- I
- J
- K
- L
- M
- N
- O
- P
- Q
- R
- S
- T
- U
- V
- W
- X
- Y
- Z

### C
| Monument                                                   | Commune                    | Adresse                                                      | Coordonnées                                                  | Notice                                                       | Protection                                                   | Date                                                         | Illustration                                                 |
| ---------------------------------------------------------- | -------------------------- | ------------------------------------------------------------ | ------------------------------------------------------------ | ------------------------------------------------------------ | ------------------------------------------------------------ | ------------------------------------------------------------ | ------------------------------------------------------------ |
| Église Saint-Basle de Caurel                               | Caurel                     |                                                              | 49° 18′ 17″ nord, 4° 09′ 10″ est                             | « PA00078605 »                                               | Classé                                                       | 1921                                                         | Église Saint-Basle de Caurel                                 |
| Église Notre-Dame de Cauroy-lès-Hermonville                | Cauroy-lès-Hermonville     |                                                              | 49° 20′ 55″ nord, 3° 55′ 24″ est                             | « PA00078606 »                                               | Classé                                                       | 1862                                                         | Église Notre-Dame de Cauroy-lès-Hermonville                  |
| Église Saint-Martin de Cernay-lès-Reims                    | Cernay-lès-Reims           |                                                              | 49° 15′ 52″ nord, 4° 06′ 14″ est                             | « PA00078607 »                                               | Classé                                                       | 1911                                                         | Église Saint-Martin de Cernay-lès-Reims                      |
|                                                            | Châlons-en-Champagne       | Voir liste des monuments historiques de Châlons-en-Champagne | Voir liste des monuments historiques de Châlons-en-Champagne | Voir liste des monuments historiques de Châlons-en-Champagne | Voir liste des monuments historiques de Châlons-en-Champagne | Voir liste des monuments historiques de Châlons-en-Champagne | Voir liste des monuments historiques de Châlons-en-Champagne |
| Église Saint-Julien de Chambrecy                           | Chambrecy                  |                                                              | 49° 10′ 59″ nord, 3° 49′ 18″ est                             | « PA00078653 »                                               | Classé                                                       | 1919                                                         | Église Saint-Julien de Chambrecy                             |
| Église Saint-Pierre-Saint-Paul de Chamery                  | Chamery                    |                                                              | 49° 10′ 18″ nord, 3° 57′ 21″ est                             | « PA00078654 »                                               | Classé                                                       | 1919                                                         | Église Saint-Pierre-Saint-Paul de Chamery                    |
| Château Saint-Georges                                      | Champigneul-Champagne      |                                                              | 48° 58′ 28″ nord, 4° 11′ 11″ est                             | « PA00078655 »                                               | Inscrit                                                      | 1976                                                         | Image manquante Téléverser                                   |
| Église Saint-Eusèbe de Chapelaine                          | Chapelaine                 |                                                              | 48° 34′ 47″ nord, 4° 29′ 53″ est                             | « PA00078656 »                                               | Classé                                                       | 1931                                                         | Église Saint-Eusèbe de Chapelaine                            |
| Église Saint-Pierre de La Chapelle-Lasson                  | La Chapelle-Lasson         |                                                              | 48° 37′ 21″ nord, 3° 49′ 56″ est                             | « PA00078657 »                                               | Classé                                                       | 1972                                                         | Église Saint-Pierre de La Chapelle-Lasson                    |
| Église Saint-Pierre de Charleville                         | Charleville                |                                                              | 48° 48′ 48″ nord, 3° 40′ 01″ est                             | « PA00078658 »                                               | Classé                                                       | 1920                                                         | Église Saint-Pierre de Charleville                           |
| Église de la Nativité-de-la-Sainte-Vierge de Charmont      | Charmont                   |                                                              | 48° 52′ 08″ nord, 4° 52′ 00″ est                             | « PA00078659 »                                               | Classé                                                       | 1944                                                         | Église de la Nativité-de-la-Sainte-Vierge de Charmont        |
| Église de la Nativité-de-la-Sainte-Vierge de Chatel-Raould | Châtelraould-Saint-Louvent |                                                              | 48° 40′ 47″ nord, 4° 32′ 53″ est                             | « PA00078660 »                                               | Classé                                                       | 1920                                                         | Église de la Nativité-de-la-Sainte-Vierge de Chatel-Raould   |
| Église Notre-Dame de Châtillon-sur-Broué                   | Châtillon-sur-Broué        |                                                              | 48° 32′ 45″ nord, 4° 42′ 17″ est                             | « PA00078661 »                                               | Inscrit                                                      | 1977                                                         | Église Notre-Dame de Châtillon-sur-Broué                     |
| Église Notre-Dame de Châtillon-sur-Marne                   | Châtillon-sur-Marne        |                                                              | 49° 06′ 00″ nord, 3° 45′ 30″ est                             | « PA00078662 »                                               | Classé                                                       | 1919                                                         | Église Notre-Dame de Châtillon-sur-Marne                     |
| Prieuré de Binson                                          | Châtillon-sur-Marne        |                                                              | 49° 05′ 29″ nord, 3° 45′ 58″ est                             | « PA00078663 »                                               | Classé                                                       | 1922                                                         | Prieuré de Binson                                            |
| Ancien tribunal du bailliage de Châtillon                  | Châtillon-sur-Marne        | 4 rue de l'Hôtel-de-Ville                                    | 49° 05′ 58″ nord, 3° 45′ 27″ est                             | « PA51000020 »                                               | Inscrit                                                      | 2012                                                         | Ancien tribunal du bailliage de Châtillon                    |
| Église Saint-Pierre de Coulmier                            | La Chaussée-sur-Marne      |                                                              | 48° 49′ 59″ nord, 4° 31′ 29″ est                             | « PA00078664 »                                               | Classé                                                       | 1930                                                         | Église Saint-Pierre de Coulmier                              |
| Site archéologique des Prés La Linotte                     | La Chaussée-sur-Marne      | Les Prés La Linotte                                          | 48° 50′ 09″ nord, 4° 30′ 06″ est                             | « PA51000001 »                                               | Inscrit                                                      | 1996                                                         | Image manquante Téléverser                                   |
| Église Saint-Martin de Chavot                              | Chavot-Courcourt           |                                                              | 49° 00′ 23″ nord, 3° 55′ 23″ est                             | « PA00078665 »                                               | Inscrit                                                      | 1942                                                         | Église Saint-Martin de Chavot                                |
| Église Saint-Nicolas de Cheminon                           | Cheminon                   |                                                              | 48° 44′ 11″ nord, 4° 54′ 12″ est                             | « PA00078666 »                                               | Classé                                                       | 1862                                                         | Église Saint-Nicolas de Cheminon                             |
| Camp romain de La Cheppe                                   | La Cheppe                  | Camp d'Attila                                                | 49° 02′ 56″ nord, 4° 29′ 17″ est                             | « PA00078667 »                                               | Classé                                                       | 1862                                                         | Camp romain de La Cheppe                                     |
| Grotte de Saran IV                                         | Chouilly                   | La Grifaine                                                  | 48° 59′ 54″ nord, 4° 00′ 33″ est                             | « PA00078668 »                                               | Classé                                                       | 1961                                                         | Grotte de Saran IV                                           |
| Église Saint-André de Coizard                              | Coizard-Joches             |                                                              | 48° 49′ 43″ nord, 3° 51′ 55″ est                             | « PA00078669 »                                               | Classé                                                       | 1916                                                         | Église Saint-André de Coizard                                |
| Grottes du Razet                                           | Coizard-Joches             | Le Razet                                                     | 48° 50′ 11″ nord, 3° 52′ 00″ est                             | « PA00078670 »                                               | Classé                                                       | 1926                                                         | Grottes du Razet                                             |
| Église Saint-Rémi de Condé-sur-Marne                       | Condé-sur-Marne            |                                                              | 49° 02′ 36″ nord, 4° 10′ 45″ est                             | « PA00078671 »                                               | Classé                                                       | 1918                                                         | Église Saint-Rémi de Condé-sur-Marne                         |
| Menhir de l'étang de Chénevry                              | Congy                      | Pierre-Frite                                                 | 48° 50′ 40″ nord, 3° 50′ 57″ est                             | « PA00078672 »                                               | Classé                                                       | 1889                                                         | Menhir de l'étang de Chénevry                                |
| Église Saint-Memmie de Corfélix                            | Corfélix                   |                                                              | 48° 50′ 17″ nord, 3° 41′ 58″ est                             | « PA00078673 »                                               | Classé                                                       | 1915                                                         | Église Saint-Memmie de Corfélix                              |
| Église Saint-Cyr-et-Sainte-Julitte de Cormicy              | Cormicy                    |                                                              | 49° 22′ 14″ nord, 3° 53′ 46″ est                             | « PA00078674 »                                               | Classé                                                       | 1921                                                         | Église Saint-Cyr-et-Sainte-Julitte de Cormicy                |
| Maison                                                     | Cormontreuil               | 3 rue Pasteur 2 impasse Gambetta                             | 49° 13′ 25″ nord, 4° 03′ 20″ est                             | « PA00132587 »                                               | Inscrit                                                      | 1994                                                         | Maison                                                       |
| Église Notre-Dame de Corribert                             | Corribert                  |                                                              | 48° 56′ 32″ nord, 3° 45′ 51″ est                             | « PA00078675 »                                               | Classé                                                       | 1979                                                         | Église Notre-Dame de Corribert                               |
| Église de la Nativité-de-la-Sainte-Vierge de Corroy        | Corroy                     |                                                              | 48° 42′ 01″ nord, 3° 56′ 05″ est                             | « PA00078676 »                                               | Classé                                                       | 1911                                                         | Église de la Nativité-de-la-Sainte-Vierge de Corroy          |
| Ferme de la Colombière                                     | Corroy                     | La Colombière                                                | 48° 42′ 24″ nord, 3° 56′ 47″ est                             | « PA00078926 »                                               | Inscrit                                                      | 1992                                                         | Image manquante Téléverser                                   |
| Église Saint-Remi de Coulommes-la-Montagne                 | Coulommes-la-Montagne      |                                                              | 49° 13′ 31″ nord, 3° 54′ 35″ est                             | « PA00078677 »                                               | Classé                                                       | 1920                                                         | Église Saint-Remi de Coulommes-la-Montagne                   |
| Église Saint-Memmie de Coupéville                          | Coupéville                 |                                                              | 48° 54′ 40″ nord, 4° 37′ 37″ est                             | « PA00078678 »                                               | Classé                                                       | 1930                                                         | Église Saint-Memmie de Coupéville                            |
| Église Saint-Denis de Courdemanges                         | Courdemanges               |                                                              | 48° 41′ 44″ nord, 4° 32′ 38″ est                             | « PA00078679 »                                               | Inscrit                                                      | 1929                                                         | Église Saint-Denis de Courdemanges                           |
| Grottes des Houillottes                                    | Courjeonnet                | Les Houillottes                                              | 48° 50′ 20″ nord, 3° 49′ 12″ est                             | « PA00078680 »                                               | Classé                                                       | 1926                                                         | Grottes des Houillottes                                      |
| Église Saint-Pierre de Courtémont                          | Courtémont                 |                                                              | 49° 07′ 57″ nord, 4° 47′ 02″ est                             | « PA00078681 »                                               | Inscrit                                                      | 1932                                                         | Église Saint-Pierre de Courtémont                            |
| Église Saint-Martin de Courtisols                          | Courtisols                 |                                                              | 48° 59′ 13″ nord, 4° 30′ 56″ est                             | « PA00078682 »                                               | Inscrit                                                      | 1939                                                         | Église Saint-Martin de Courtisols                            |
| Église de Saint-Memmie de Courtisols                       | Courtisols                 |                                                              | 48° 58′ 54″ nord, 4° 29′ 57″ est                             | « PA00078683 »                                               | Inscrit                                                      | 1939                                                         | Église de Saint-Memmie de Courtisols                         |
| Église Saint-Julien de Courville                           | Courville                  |                                                              | 49° 16′ 06″ nord, 3° 41′ 37″ est                             | « PA00078684 »                                               | Classé                                                       | 1920                                                         | Église Saint-Julien de Courville                             |
| Menhir de Haute-Borne                                      | Cramant                    |                                                              | 48° 58′ 56″ nord, 4° 01′ 27″ est                             | « PA00078685 »                                               | Classé                                                       | 1889                                                         | Menhir de Haute-Borne                                        |
| Église Saint-Pierre de Crugny                              | Crugny                     |                                                              | 49° 15′ 24″ nord, 3° 44′ 13″ est                             | « PA00078686 »                                               | Classé                                                       | 1921                                                         | Église Saint-Pierre de Crugny                                |
| Église Saint-Maurice de Cuchery                            | Cuchery                    |                                                              | 49° 07′ 51″ nord, 3° 49′ 23″ est                             | « PA00078687 »                                               | Classé                                                       | 1930                                                         | Église Saint-Maurice de Cuchery                              |
| Église Saint-Nicaise de Cuis                               | Cuis                       |                                                              | 48° 59′ 41″ nord, 3° 57′ 49″ est                             | « PA00078688 »                                               | Classé                                                       | 1902                                                         | Église Saint-Nicaise de Cuis                                 |

- Haut – A
- B
- C
- D
- E
- F
- G
- H
- I
- J
- K
- L
- M
- N
- O
- P
- Q
- R
- S
- T
- U
- V
- W
- X
- Y
- Z

### D
| Monument                                   | Commune              | Adresse    | Coordonnées                      | Notice         | Protection | Date | Illustration                               |
| ------------------------------------------ | -------------------- | ---------- | -------------------------------- | -------------- | ---------- | ---- | ------------------------------------------ |
| Église Saint-Georges de Damery             | Damery               |            | 49° 04′ 16″ nord, 3° 52′ 38″ est | « PA00078689 » | Classé     | 1911 | Église Saint-Georges de Damery             |
| Église Notre-Dame de Dampierre-sur-Moivre  | Dampierre-sur-Moivre |            | 48° 53′ 37″ nord, 4° 33′ 30″ est | « PA00078690 » | Classé     | 1982 | Église Notre-Dame de Dampierre-sur-Moivre  |
| Église Saint-Martin de Dommartin-sous-Hans | Dommartin-sous-Hans  | Le Village | 49° 07′ 33″ nord, 4° 46′ 59″ est | « PA00078692 » | Inscrit    | 1959 | Église Saint-Martin de Dommartin-sous-Hans |
| Église Saint-Martin de Dommartin-Lettrée   | Dommartin-Lettrée    |            | 48° 46′ 01″ nord, 4° 17′ 55″ est | « PA00078691 » | Classé     | 1931 | Église Saint-Martin de Dommartin-Lettrée   |
| Église Saint-Rémi de Dompremy              | Dompremy             |            | 48° 43′ 41″ nord, 4° 44′ 30″ est | « PA00078693 » | Classé     | 1916 | Église Saint-Rémi de Dompremy              |
| Moulin de Dompremy                         | Dompremy             |            | 48° 43′ 35″ nord, 4° 44′ 25″ est | « PA00078694 » | Classé     | 1984 | Moulin de Dompremy                         |
| Église Saint-Hippolyte de Dormans          | Dormans              |            | 49° 04′ 34″ nord, 3° 38′ 21″ est | « PA00078695 » | Classé     | 1862 | Église Saint-Hippolyte de Dormans          |
| Église Saint-Martin de Soilly              | Dormans              |            | 49° 03′ 39″ nord, 3° 37′ 26″ est | « PA00078696 » | Classé     | 1920 | Église Saint-Martin de Soilly              |
| Mémorial des batailles de la Marne         | Dormans              |            | 49° 04′ 17″ nord, 3° 38′ 47″ est | « PA51000025 » | classé     | 2019 | Mémorial des batailles de la Marne         |
| Église Notre-Dame de Drosnay               | Drosnay              |            | 48° 34′ 28″ nord, 4° 36′ 47″ est | « PA00078697 » | Classé     | 1982 | Église Notre-Dame de Drosnay               |

- Haut – A
- B
- C
- D
- E
- F
- G
- H
- I
- J
- K
- L
- M
- N
- O
- P
- Q
- R
- S
- T
- U
- V
- W
- X
- Y
- Z

### E
| Monument                         | Commune   | Adresse                   | Coordonnées                      | Notice         | Protection     | Date      | Illustration                     |
| -------------------------------- | --------- | ------------------------- | -------------------------------- | -------------- | -------------- | --------- | -------------------------------- |
| Église Saint-Hilaire d'Écriennes | Écriennes |                           | 48° 41′ 26″ nord, 4° 41′ 09″ est | « PA00078698 » | Classé         | 1915      | Église Saint-Hilaire d'Écriennes |
| Champagne de Castellane          | Épernay   | 57 rue de Verdun          | 49° 02′ 33″ nord, 3° 58′ 10″ est | « PA00078918 » | Inscrit        | 1990      | Champagne de Castellane          |
| Château Perrier                  | Épernay   | 13 avenue de Champagne    | 49° 02′ 36″ nord, 3° 57′ 42″ est | « PA51000019 » | Classé         | 2013      | Château Perrier                  |
| Portail Saint-Martin d'Épernay   | Épernay   | place Hugues-Plomb        | 49° 02′ 38″ nord, 3° 57′ 16″ est | « PA00078699 » | Classé         | 1840      | Portail Saint-Martin d'Épernay   |
| Immeuble                         | Épernay   | 38 rue du Général-Leclerc | 49° 02′ 37″ nord, 3° 57′ 22″ est | « PA00078700 » | Inscrit        | 1949      | Immeuble                         |
| Façade renaissance               | Épernay   | 7 rue du Docteur-Verron   | 49° 02′ 43″ nord, 3° 57′ 21″ est | « PA00125383 » | Inscrit        | 1993      | Façade renaissance               |
| Fort Chabrol                     | Épernay   | 1 avenue de Mardeuil      | 49° 03′ 08″ nord, 3° 56′ 56″ est | « PA51000021 » | Inscrit        | 2012      | Fort Chabrol                     |
| Hôtel de ville d'Épernay         | Épernay   | 7 avenue de Champagne     | 49° 02′ 43″ nord, 3° 57′ 21″ est | « PA51000018 » | inscrit        | 2012      | Hôtel de ville d'Épernay         |
| Théâtre d'Épernay                | Épernay   | Place Thiers              | 49° 02′ 42″ nord, 3° 57′ 34″ est | « PA00078701 » | Inscrit        | 1988      | Théâtre d'Épernay                |
| Basilique Notre-Dame de L'Épine  | L'Épine   |                           | 48° 58′ 37″ nord, 4° 28′ 13″ est | « PA00078702 » | Classé         | 1840      | Basilique Notre-Dame de L'Épine  |
| Église Saint-Pierre d'Époye      | Époye     |                           | 49° 17′ 25″ nord, 4° 14′ 16″ est | « PA00078703 » | Classé         | 1921      | Église Saint-Pierre d'Époye      |
| Château d'Esternay               | Esternay  |                           | 48° 43′ 50″ nord, 3° 34′ 27″ est | « PA00078704 » | Classé Inscrit | 1931 1961 | Image manquante Téléverser       |
| Château d'Étoges                 | Étoges    | Le Parc R.N. 3            | 48° 52′ 54″ nord, 3° 51′ 05″ est | « PA00078705 » | Inscrit        | 1956      | Château d'Étoges                 |
| Château d'Étrepy                 | Étrepy    | 29B Grande-Rue            | 48° 46′ 02″ nord, 4° 48′ 22″ est | « PA51000017 » | Inscrit        | 2011      | Château d'Étrepy                 |
| Église Saint-Maurice d'Étrepy    | Étrepy    |                           | 48° 45′ 48″ nord, 4° 48′ 26″ est | « PA00078706 » | Classé         | 1916      | Église Saint-Maurice d'Étrepy    |
| Église Saint-Sébastien d'Euvy    | Euvy      |                           | 48° 43′ 11″ nord, 4° 01′ 43″ est | « PA00078707 » | Classé         | 1915      | Église Saint-Sébastien d'Euvy    |

- Haut – A
- B
- C
- D
- E
- F
- G
- H
- I
- J
- K
- L
- M
- N
- O
- P
- Q
- R
- S
- T
- U
- V
- W
- X
- Y
- Z

### F
| Monument                                             | Commune              | Adresse         | Coordonnées                      | Notice         | Protection | Date | Illustration                                         |
| ---------------------------------------------------- | -------------------- | --------------- | -------------------------------- | -------------- | ---------- | ---- | ---------------------------------------------------- |
| Église Notre-Dame de Faux-sur-Coole                  | Faux-Vésigneul       |                 | 48° 46′ 49″ nord, 4° 24′ 06″ est | « PA00078708 » | Inscrit    | 1934 | Église Notre-Dame de Faux-sur-Coole                  |
| Église Saint-Martin de Favresse                      | Favresse             |                 | 48° 43′ 06″ nord, 4° 44′ 03″ est | « PA00078709 » | Classé     | 1915 | Église Saint-Martin de Favresse                      |
| Église Saint-Laurent de Festigny                     | Festigny             |                 | 49° 03′ 07″ nord, 3° 44′ 39″ est | « PA00078710 » | Classé     | 1921 | Église Saint-Laurent de Festigny                     |
| Église Sainte-Macre de Fismes                        | Fismes               |                 | 49° 18′ 27″ nord, 3° 41′ 04″ est | « PA00078711 » | Classé     | 1919 | Église Sainte-Macre de Fismes                        |
| Dolmen de Nuisy                                      | Fontaine-Denis-Nuisy | Route du Dolmen | 48° 37′ 00″ nord, 3° 43′ 22″ est | « PA00078712 » | Classé     | 1889 | Dolmen de Nuisy                                      |
| Église Saint-Nicolas-et-Saint-Gérald de Francheville | Francheville         |                 | 48° 53′ 26″ nord, 4° 32′ 33″ est | « PA00078713 » | Inscrit    | 1937 | Église Saint-Nicolas-et-Saint-Gérald de Francheville |

- Haut – A
- B
- C
- D
- E
- F
- G
- H
- I
- J
- K
- L
- M
- N
- O
- P
- Q
- R
- S
- T
- U
- V
- W
- X
- Y
- Z

### G
| Monument                             | Commune     | Adresse | Coordonnées                      | Notice         | Protection | Date | Illustration                         |
| ------------------------------------ | ----------- | ------- | -------------------------------- | -------------- | ---------- | ---- | ------------------------------------ |
| Église Saint-Denis de Bussy-aux-Bois | Gigny-Bussy |         | 48° 37′ 05″ nord, 4° 34′ 46″ est | « PA00078714 » | Inscrit    | 1944 | Église Saint-Denis de Bussy-aux-Bois |
| Église Saint-Maurice de Gourgançon   | Gourgançon  |         | 48° 41′ 19″ nord, 4° 01′ 22″ est | « PA00078715 » | Classé     | 1915 | Église Saint-Maurice de Gourgançon   |
| Circuit de Reims-Gueux               | Gueux       |         | 49° 15′ nord, 3° 57′ est         | « PA51000015 » | Inscrit    | 2009 | Circuit de Reims-Gueux               |

- Haut – A
- B
- C
- D
- E
- F
- G
- H
- I
- J
- K
- L
- M
- N
- O
- P
- Q
- R
- S
- T
- U
- V
- W
- X
- Y
- Z

### H
| Monument                                                | Commune           | Adresse | Coordonnées                      | Notice         | Protection     | Date | Illustration                                            |
| ------------------------------------------------------- | ----------------- | ------- | -------------------------------- | -------------- | -------------- | ---- | ------------------------------------------------------- |
| Église Notre-Dame-du-Soldat de Hans                     | Hans              |         | 49° 06′ 33″ nord, 4° 44′ 53″ est | « PA00078716 » | Classé         | 1943 | Église Notre-Dame-du-Soldat de Hans                     |
| Abbaye Saint-Pierre d'Hautvillers                       | Hautvillers       |         | 49° 04′ 55″ nord, 3° 56′ 28″ est | « PA00078717 » | Classé Inscrit | 1983 | Abbaye Saint-Pierre d'Hautvillers                       |
| Église Saint-Maurice de Heiltz-l'Evêque                 | Heiltz-l'Évêque   |         | 48° 46′ 47″ nord, 4° 44′ 43″ est | « PA00078718 » | Inscrit        | 1934 | Église Saint-Maurice de Heiltz-l'Evêque                 |
| Église Saint-Maurice d'Heiltz-le-Maurupt                | Heiltz-le-Maurupt |         | 48° 47′ 37″ nord, 4° 48′ 46″ est | « PA00078719 » | Classé         | 1915 | Église Saint-Maurice d'Heiltz-le-Maurupt                |
| Église Saint-Sauveur d'Hermonville                      | Hermonville       |         | 49° 20′ 11″ nord, 3° 54′ 34″ est | « PA00078720 » | Classé         | 1919 | Église Saint-Sauveur d'Hermonville                      |
| Église Saint-Martin d'Huiron                            | Huiron            |         | 48° 42′ 07″ nord, 4° 32′ 24″ est | « PA00078721 » | Classé         | 1915 | Église Saint-Martin d'Huiron                            |
| Église de la Nativité-de-la-Sainte-Vierge d'Humbauville | Humbauville       |         | 48° 39′ 32″ nord, 4° 24′ 58″ est | « PA00078722 » | Classé         | 1942 | Église de la Nativité-de-la-Sainte-Vierge d'Humbauville |

- Haut – A
- B
- C
- D
- E
- F
- G
- H
- I
- J
- K
- L
- M
- N
- O
- P
- Q
- R
- S
- T
- U
- V
- W
- X
- Y
- Z

### I
| Monument                        | Commune            | Adresse | Coordonnées                      | Notice         | Protection | Date | Illustration                    |
| ------------------------------- | ------------------ | ------- | -------------------------------- | -------------- | ---------- | ---- | ------------------------------- |
| Château d'Isle-sur-Marne        | Isle-sur-Marne     |         | 48° 38′ 27″ nord, 4° 41′ 32″ est | « PA00078723 » | Inscrit    | 1984 | Château d'Isle-sur-Marne        |
| Église Sainte-Hélène des Istres | Les Istres-et-Bury |         | 48° 58′ 57″ nord, 4° 04′ 52″ est | « PA00078724 » | Classé     | 1927 | Église Sainte-Hélène des Istres |

- Haut – A
- B
- C
- D
- E
- F
- G
- H
- I
- J
- K
- L
- M
- N
- O
- P
- Q
- R
- S
- T
- U
- V
- W
- X
- Y
- Z

### J
| Monument                        | Commune  | Adresse | Coordonnées                      | Notice         | Protection      | Date      | Illustration                    |
| ------------------------------- | -------- | ------- | -------------------------------- | -------------- | --------------- | --------- | ------------------------------- |
| Église Saint-Ephrem de Jâlons   | Jâlons   |         | 49° 00′ 37″ nord, 4° 11′ 15″ est | « PA00078725 » | Classé          | 1912      | Église Saint-Ephrem de Jâlons   |
| Église Saint-Martin de Jonquery | Jonquery |         | 49° 08′ 46″ nord, 3° 47′ 23″ est | « PA00078726 » | Classé          | 1919      | Église Saint-Martin de Jonquery |
| Château de Juvigny              | Juvigny  |         | 49° 00′ 55″ nord, 4° 15′ 54″ est | « PA00078727 » | Inscrit Inscrit | 1988 2010 | Château de Juvigny              |

- Haut – A
- B
- C
- D
- E
- F
- G
- H
- I
- J
- K
- L
- M
- N
- O
- P
- Q
- R
- S
- T
- U
- V
- W
- X
- Y
- Z

### L
| Monument                              | Commune       | Adresse | Coordonnées                      | Notice         | Protection | Date | Illustration                          |
| ------------------------------------- | ------------- | ------- | -------------------------------- | -------------- | ---------- | ---- | ------------------------------------- |
| Château de Lagery                     | Lagery        |         | 49° 12′ 27″ nord, 3° 44′ 41″ est | « PA00078927 » | Inscrit    | 1992 | Château de Lagery                     |
| Église Saint-Martin de Lagery         | Lagery        |         | 49° 12′ 31″ nord, 3° 44′ 43″ est | « PA00078728 » | Classé     | 1920 | Église Saint-Martin de Lagery         |
| Halles de Lagery                      | Lagery        |         | 49° 12′ 33″ nord, 3° 44′ 38″ est | « PA00078729 » | Classé     | 1922 | Halles de Lagery                      |
| Église Saint-Georges de Larzicourt    | Larzicourt    |         | 48° 38′ 05″ nord, 4° 42′ 53″ est | « PA00078730 » | Classé     | 1989 | Église Saint-Georges de Larzicourt    |
| Église Saint-Lambert de Lavannes      | Lavannes      |         | 49° 18′ 51″ nord, 4° 10′ 15″ est | « PA00078731 » | Classé     | 1911 | Église Saint-Lambert de Lavannes      |
| Église Saint-Nicolas de Lhéry         | Lhéry         |         | 49° 12′ 39″ nord, 3° 45′ 49″ est | « PA00078732 » | Classé     | 1921 | Église Saint-Nicolas de Lhéry         |
| Église Saint-Georges de Loisy-en-Brie | Loisy-en-Brie |         | 48° 53′ 01″ nord, 3° 54′ 01″ est | « PA00078733 » | Classé     | 1981 | Église Saint-Georges de Loisy-en-Brie |

- Haut – A
- B
- C
- D
- E
- F
- G
- H
- I
- J
- K
- L
- M
- N
- O
- P
- Q
- R
- S
- T
- U
- V
- W
- X
- Y
- Z

### M
| Monument                                     | Commune               | Adresse                           | Coordonnées                      | Notice         | Protection | Date | Illustration                                 |
| -------------------------------------------- | --------------------- | --------------------------------- | -------------------------------- | -------------- | ---------- | ---- | -------------------------------------------- |
| Église Saint-Jean-Baptiste de Magneux        | Magneux               |                                   | 49° 18′ 20″ nord, 3° 43′ 20″ est | « PA00078734 » | Classé     | 1920 | Église Saint-Jean-Baptiste de Magneux        |
| Château de Mairy-sur-Marne                   | Mairy-sur-Marne       |                                   | 48° 53′ 00″ nord, 4° 25′ 07″ est | « PA00078735 » | Inscrit    | 1977 | Château de Mairy-sur-Marne                   |
| Église Saint-Pierre de Maisons-en-Champagne  | Maisons-en-Champagne  |                                   | 48° 45′ 00″ nord, 4° 29′ 46″ est | « PA00078736 » | Classé     | 1862 | Église Saint-Pierre de Maisons-en-Champagne  |
| Château de Mareuil                           | Mareuil-sur-Ay        | 1, 3, 10 rue Carnot 8 rue Corbier | 49° 02′ 41″ nord, 4° 02′ 18″ est | « PA51000010 » | Inscrit    | 2003 | Château de Mareuil                           |
| Église Saint-Hilaire de Mareuil-sur-Ay       | Mareuil-sur-Ay        |                                   | 49° 02′ 41″ nord, 4° 02′ 21″ est | « PA00078738 » | Classé     | 1933 | Église Saint-Hilaire de Mareuil-sur-Ay       |
| Église Saint-Remi de Mareuil-le-Port         | Mareuil-le-Port       |                                   | 49° 04′ 56″ nord, 3° 44′ 48″ est | « PA00078737 » | Classé     | 1892 | Église Saint-Remi de Mareuil-le-Port         |
| Église Saint-André de Marfaux                | Marfaux               |                                   | 49° 09′ 57″ nord, 3° 53′ 29″ est | « PA00078739 » | Classé     | 1923 | Église Saint-André de Marfaux                |
| Église Sainte-Marguerite de Margerie         | Margerie-Hancourt     |                                   | 48° 33′ 21″ nord, 4° 31′ 27″ est | « PA00078740 » | Classé     | 1862 | Église Sainte-Marguerite de Margerie         |
| Église Saint-Nicolas de Marson               | Marson                |                                   | 48° 54′ 43″ nord, 4° 31′ 35″ est | « PA00078741 » | Classé     | 1915 | Église Saint-Nicolas de Marson               |
| Église Saint-Georges de Matougues            | Matougues             |                                   | 48° 59′ 41″ nord, 4° 14′ 35″ est | « PA00078742 » | Classé     | 1986 | Église Saint-Georges de Matougues            |
| Église de l'Assomption de Maurupt-le-Montois | Maurupt-le-Montois    |                                   | 48° 44′ 59″ nord, 4° 51′ 03″ est | « PA00078743 » | Classé     | 1875 | Église de l'Assomption de Maurupt-le-Montois |
| Église Saint-Quentin du Meix-Tiercelin       | Le Meix-Tiercelin     |                                   | 48° 38′ 13″ nord, 4° 24′ 54″ est | « PA00078744 » | Inscrit    | 1928 | Église Saint-Quentin du Meix-Tiercelin       |
| Église Saint-Martin de Mœurs                 | Mœurs-Verdey          |                                   | 48° 43′ 37″ nord, 3° 40′ 48″ est | « PA51000023 » | Inscrit    | 2014 | Église Saint-Martin de Mœurs                 |
| Église de Mondement                          | Mondement-Montgivroux | Place du Commandant-Gauvain       | 48° 47′ 12″ nord, 3° 46′ 32″ est | « PA51000026 » | Inscrit    | 2017 | Église de Mondement                          |
| Monument national de la Victoire de la Marne | Mondement-Montgivroux |                                   | 48° 47′ 10″ nord, 3° 46′ 33″ est | « PA00078924 » | Inscrit    | 1991 | Monument national de la Victoire de la Marne |
| Château de L'Échelle-le-Franc                | Montmirail            |                                   | 48° 53′ 21″ nord, 3° 33′ 58″ est | « PA51000011 » | Inscrit    | 2003 | Image manquante Téléverser                   |
| Château de Montmirail                        | Montmirail            |                                   | 48° 52′ 09″ nord, 3° 32′ 16″ est | « PA00078745 » | Inscrit    | 1928 | Château de Montmirail                        |
| Colonne commémorative                        | Montmirail            | RD 933                            | 48° 53′ 09″ nord, 3° 30′ 32″ est | « PA51000022 » | Inscrit    | 2012 | Colonne commémorative                        |
| Restes du dolmen du Trou-du-Bœuf             | Montmirail            | Montcoupot                        | 48° 53′ 01″ nord, 3° 31′ 49″ est | « PA00078746 » | Classé     | 1925 | Image manquante Téléverser                   |
| Château de Montmort                          | Montmort-Lucy         |                                   | 48° 55′ 24″ nord, 3° 48′ 39″ est | « PA00078747 » | Classé     | 2001 | Château de Montmort                          |
| Église Saint-Pierre-Saint-Paul de Montmort   | Montmort-Lucy         |                                   | 48° 55′ 23″ nord, 3° 49′ 00″ est | « PA00078748 » | Classé     | 1846 | Église Saint-Pierre-Saint-Paul de Montmort   |

- Haut – A
- B
- C
- D
- E
- F
- G
- H
- I
- J
- K
- L
- M
- N
- O
- P
- Q
- R
- S
- T
- U
- V
- W
- X
- Y
- Z

### N
| Monument                                                   | Commune             | Adresse | Coordonnées                      | Notice         | Protection      | Date      | Illustration                                               |
| ---------------------------------------------------------- | ------------------- | ------- | -------------------------------- | -------------- | --------------- | --------- | ---------------------------------------------------------- |
| Abbaye de Nesle-la-Reposte                                 | Nesle-la-Reposte    |         | 48° 37′ 47″ nord, 3° 33′ 26″ est | « PA00078749 » | Inscrit         | 1942      | Abbaye de Nesle-la-Reposte                                 |
| Église de la Nativité-de-Notre-Dame de La Neuville-au-Pont | La Neuville-au-Pont |         | 49° 07′ 26″ nord, 4° 51′ 26″ est | « PA00078750 » | Classé          | 1922      | Église de la Nativité-de-Notre-Dame de La Neuville-au-Pont |
| Église Saint-Martin de Norrois                             | Norrois             |         | 48° 40′ 14″ nord, 4° 37′ 32″ est | « PA00078751 » | Inscrit         | 1939      | Église Saint-Martin de Norrois                             |
| Château des Granges                                        | La Noue             |         | 48° 45′ 09″ nord, 3° 36′ 35″ est | « PA00078919 » | Inscrit Inscrit | 1989 2010 | Image manquante Téléverser                                 |

- Haut – A
- B
- C
- D
- E
- F
- G
- H
- I
- J
- K
- L
- M
- N
- O
- P
- Q
- R
- S
- T
- U
- V
- W
- X
- Y
- Z

### O
| Monument                       | Commune         | Adresse    | Coordonnées                      | Notice         | Protection | Date | Illustration                   |
| ------------------------------ | --------------- | ---------- | -------------------------------- | -------------- | ---------- | ---- | ------------------------------ |
| Église Saint-Memmie d'Œuilly   | Œuilly          |            | 49° 04′ 25″ nord, 3° 47′ 41″ est | « PA00078752 » | Classé     | 1923 | Église Saint-Memmie d'Œuilly   |
| Menhir de Haute-Borne          | Oiry            |            | 48° 58′ 56″ nord, 4° 01′ 27″ est | « PA00078753 » | Classé     | 1889 | Menhir de Haute-Borne          |
| Église Saint-Remi d'Olizy      | Olizy           |            | 49° 08′ 54″ nord, 3° 45′ 24″ est | « PA00078754 » | Classé     | 1921 | Église Saint-Remi d'Olizy      |
| Abbaye Saint-Pierre d'Orbais   | Orbais-l'Abbaye |            | 48° 57′ 02″ nord, 3° 42′ 03″ est | « PA00078755 » | Classé     | 1840 | Abbaye Saint-Pierre d'Orbais   |
| Tour Saint-Réole               | Orbais-l'Abbaye | Le Village | 48° 57′ 04″ nord, 3° 41′ 59″ est | « PA00078756 » | Classé     | 1921 | Image manquante Téléverser     |
| Église Saint-Rémi d'Ormes      | Ormes           |            | 49° 14′ 16″ nord, 3° 57′ 26″ est | « PA00078757 » | Classé     | 1920 | Église Saint-Rémi d'Ormes      |
| Église Saint-Nicolas d'Outines | Outines         | Le Village | 48° 33′ 15″ nord, 4° 39′ 01″ est | « PA00078758 » | Classé     | 1964 | Église Saint-Nicolas d'Outines |

- Haut – A
- B
- C
- D
- E
- F
- G
- H
- I
- J
- K
- L
- M
- N
- O
- P
- Q
- R
- S
- T
- U
- V
- W
- X
- Y
- Z

### P
| Monument                                                     | Commune          | Adresse                     | Coordonnées                      | Notice         | Protection     | Date      | Illustration                                                 |
| ------------------------------------------------------------ | ---------------- | --------------------------- | -------------------------------- | -------------- | -------------- | --------- | ------------------------------------------------------------ |
| Église de l'Assomption-et-Sainte-Thérèse de Pargny-sur-Saulx | Pargny-sur-Saulx |                             | 48° 46′ 11″ nord, 4° 50′ 10″ est | « PA00078759 » | Classé         | 1915      | Église de l'Assomption-et-Sainte-Thérèse de Pargny-sur-Saulx |
| Église Saint-Pierre-Saint-Paul de Passy-Grigny               | Passy-Grigny     |                             | 49° 07′ 35″ nord, 3° 40′ 45″ est | « PA00078760 » | Classé         | 1922      | Église Saint-Pierre-Saint-Paul de Passy-Grigny               |
| Église Notre-Dame à Pévy                                     | Pévy             |                             | 49° 18′ 39″ nord, 3° 50′ 29″ est | « PA00078761 » | Classé         | 1920      | Église Notre-Dame à Pévy                                     |
| Église Saint-Ruffin-Saint-Valère de Pierre-Morains           | Pierre-Morains   |                             | 48° 50′ 18″ nord, 4° 01′ 38″ est | « PA00078762 » | Classé         | 1915      | Église Saint-Ruffin-Saint-Valère de Pierre-Morains           |
| Maison Les Aulnois                                           | Pierry           | 61 rue du Général-de-Gaulle | 49° 01′ 08″ nord, 3° 56′ 19″ est | « PA00078763 » | Inscrit        | 1986      | Maison Les Aulnois                                           |
| Église Saint-Martin de Pleurs                                | Pleurs           |                             | 48° 41′ 14″ nord, 3° 52′ 10″ est | « PA00078764 » | Inscrit        | 1933      | Église Saint-Martin de Pleurs                                |
| Église Saint-Quentin de Plivot                               | Plivot           |                             | 49° 01′ 04″ nord, 4° 04′ 14″ est | « PA00078765 » | Classé         | 1911      | Église Saint-Quentin de Plivot                               |
| Église de la Nativité-de-Notre-Dame de Pogny                 | Pogny            |                             | 48° 51′ 29″ nord, 4° 29′ 02″ est | « PA00078766 » | Classé         | 1915      | Église de la Nativité-de-Notre-Dame de Pogny                 |
| Église Saint-Remi de Poilly                                  | Poilly           |                             | 49° 12′ 59″ nord, 3° 49′ 10″ est | « PA00078767 » | Classé         | 1919      | Église Saint-Remi de Poilly                                  |
| Tombeau de Théodoric                                         | Poix             | La Garenne                  | 48° 57′ 33″ nord, 4° 37′ 27″ est | « PA00078768 » | Classé         | 1963      | Tombeau de Théodoric                                         |
| Église Saint-Symphorien de Ponthion                          | Ponthion         |                             | 48° 45′ 34″ nord, 4° 42′ 45″ est | « PA00078769 » | Classé         | 1924      | Église Saint-Symphorien de Ponthion                          |
| Église Saint-Pierre de Prouilly                              | Prouilly         |                             | 49° 18′ 04″ nord, 3° 51′ 13″ est | « PA00078770 » | Classé         | 1921      | Église Saint-Pierre de Prouilly                              |
| Fort de la Pompelle                                          | Puisieulx        |                             | 49° 12′ 58″ nord, 4° 07′ 45″ est | « PA00078771 » | Classé Inscrit | 1951 1952 | Fort de la Pompelle                                          |

- Haut – A
- B
- C
- D
- E
- F
- G
- H
- I
- J
- K
- L
- M
- N
- O
- P
- Q
- R
- S
- T
- U
- V
- W
- X
- Y
- Z

### R
| Monument                       | Commune   | Adresse                                       | Coordonnées                                   | Notice                                        | Protection                                    | Date                                          | Illustration                                  |
| ------------------------------ | --------- | --------------------------------------------- | --------------------------------------------- | --------------------------------------------- | --------------------------------------------- | --------------------------------------------- | --------------------------------------------- |
|                                | Reims     | Voir liste des monuments historiques de Reims | Voir liste des monuments historiques de Reims | Voir liste des monuments historiques de Reims | Voir liste des monuments historiques de Reims | Voir liste des monuments historiques de Reims | Voir liste des monuments historiques de Reims |
| Église Saint-Martin de Reuil   | Reuil     |                                               | 49° 04′ 56″ nord, 3° 47′ 56″ est              | « PA00078829 »                                | Classé                                        | 1919                                          | Église Saint-Martin de Reuil                  |
| Église Saint-Firmin de Reuves  | Reuves    |                                               | 48° 47′ 59″ nord, 3° 48′ 14″ est              | « PA00078830 »                                | Classé                                        | 1916                                          | Église Saint-Firmin de Reuves                 |
| Château de Réveillon           | Réveillon |                                               | 48° 45′ 13″ nord, 3° 27′ 09″ est              | « PA00078831 »                                | Classé                                        | 1948                                          | Château de Réveillon                          |
| Église Saint-Laurent de Rieux  | Rieux     |                                               | 48° 51′ 01″ nord, 3° 30′ 00″ est              | « PA00078832 »                                | Classé                                        | 1862                                          | Église Saint-Laurent de Rieux                 |
| Église Saint-Médard de Romigny | Romigny   |                                               | 49° 10′ 23″ nord, 3° 46′ 13″ est              | « PA00078833 »                                | Classé                                        | 1919                                          | Église Saint-Médard de Romigny                |
| Église Notre-Dame de Rosnay    | Rosnay    |                                               | 49° 15′ 16″ nord, 3° 51′ 44″ est              | « PA00078834 »                                | Classé                                        | 1920                                          | Église Notre-Dame de Rosnay                   |

- Haut – A
- B
- C
- D
- E
- F
- G
- H
- I
- J
- K
- L
- M
- N
- O
- P
- Q
- R
- S
- T
- U
- V
- W
- X
- Y
- Z

### S
| Monument | Commune                   | Adresse                           | Coordonnées                      | Notice         | Protection     | Date      | Illustration |
| --- | ------------------------- | --------------------------------- | -------------------------------- | -------------- | -------------- | --------- | --- |
| Cimetière de l'église de Sacy | Sacy                      |                                   | 49° 11′ 45″ nord, 3° 56′ 54″ est | « PA00078835 » | Classé         | 1931      | Cimetière de l'église de Sacy |
| Église Saint-Rémi de Sacy | Sacy                      |                                   | 49° 11′ 46″ nord, 3° 56′ 55″ est | « PA00078836 » | Classé         | 1919      | Église Saint-Rémi de Sacy |
| Église Saint-Amand de Saint-Amand-sur-Fion                                                                                          | Saint-Amand-sur-Fion      |                                   | 48° 48′ 28″ nord, 4° 36′ 31″ est | « PA00078837 » | Classé         | 1875      | Église Saint-Amand de Saint-Amand-sur-Fion                                                                                          |
| Château de Courcelles | Saint-Brice-Courcelles    | 15 rue Sorbon                     | 49° 16′ 07″ nord, 3° 59′ 24″ est | « PA51000003 » | Inscrit        | 1999      | Château de Courcelles |
| Ossuaire de Navarin | Sainte-Marie-à-Py         |                                   | 49° 13′ 07″ nord, 4° 32′ 31″ est | « PA00132958 » | Inscrit        | 1994      | Ossuaire de Navarin |
| Église Notre-Dame du Château de Sainte-Menehould                                                                                    | Sainte-Menehould          |                                   | 49° 05′ 24″ nord, 4° 53′ 43″ est | « PA00078841 » | Classé         | 1930      | Église Notre-Dame du Château de Sainte-Menehould                                                                                    |
| Faïencerie des Islettes | Sainte-Menehould          | Chemin du Bois d'Epense Vignettes | 49° 06′ 40″ nord, 4° 59′ 32″ est | « PA51000013 » | Inscrit        | 2006      | Image manquante Téléverser |
| Hôtel de Ville de Sainte-Menehould                                                                                                  | Sainte-Menehould          |                                   | 49° 05′ 34″ nord, 4° 53′ 56″ est | « PA00078842 » | Classé Inscrit | 1922 1942 | Hôtel de Ville de Sainte-Menehould                                                                                                  |
| Immeubles | Sainte-Menehould          | Place d'Austerlitz                | 49° 05′ 28″ nord, 4° 53′ 33″ est | « PA00078843 » | Inscrit        | 1952      | Immeubles |
| Immeubles | Sainte-Menehould          | Place du Général-Leclerc          | 49° 05′ 33″ nord, 4° 53′ 53″ est | « PA00078844 » | Inscrit        | 1952      | Immeubles |
| Église Saint-Pierre de Saint-Gilles                                                                                                 | Saint-Gilles              |                                   | 49° 16′ 53″ nord, 3° 40′ 27″ est | « PA00078838 » | Classé         | 1920      | Église Saint-Pierre de Saint-Gilles                                                                                                 |
| Chapelle orthodoxe russe de Saint-Hilaire-le-Grand                                                                                  | Saint-Hilaire-le-Grand    |                                   | 49° 09′ 29″ nord, 4° 23′ 59″ est | « PA00078921 » | Inscrit        | 1989      | Chapelle orthodoxe russe de Saint-Hilaire-le-Grand                                                                                  |
| Église de la Nativité-de-Saint-Jean de Saint-Jean-sur-Tourbe                                                                        | Saint-Jean-sur-Tourbe     |                                   | 49° 07′ 37″ nord, 4° 40′ 44″ est | « PA00078839 » | Classé         | 1946      | Église de la Nativité-de-Saint-Jean de Saint-Jean-sur-Tourbe                                                                        |
| Église Saint-Georges-et-Saint-Vrain de Saint-Masmes                                                                                 | Saint-Masmes              |                                   | 49° 18′ 47″ nord, 4° 15′ 51″ est | « PA00078840 » | Classé         | 1921      | Église Saint-Georges-et-Saint-Vrain de Saint-Masmes                                                                                 |
| Église Saint-Étienne de Saint-Ouen-Domprot                                                                                          | Saint-Ouen-Domprot        |                                   | 48° 36′ 03″ nord, 4° 24′ 31″ est | « PA00078845 » | Classé         | 1932      | Église Saint-Étienne de Saint-Ouen-Domprot                                                                                          |
| Église Saint-Ouen de Saint-Ouen-Domprot                                                                                             | Saint-Ouen-Domprot        |                                   | 48° 36′ 35″ nord, 4° 24′ 15″ est | « PA00078846 » | Classé         | 1932      | Église Saint-Ouen de Saint-Ouen-Domprot                                                                                             |
| Église Sainte-Marie-Madeleine-et-Saint-Souplet de Saint-Souplet-sur-Py                                                              | Saint-Souplet-sur-Py      |                                   | 49° 14′ 10″ nord, 4° 27′ 57″ est | « PA00078847 » | Classé         | 1920      | Église Sainte-Marie-Madeleine-et-Saint-Souplet de Saint-Souplet-sur-Py                                                              |
| Abbaye de Saint-Thierry | Saint-Thierry             |                                   | 49° 18′ 13″ nord, 3° 57′ 56″ est | « PA00078848 » | Classé         | 1926      | Abbaye de Saint-Thierry |
| Église Saint-Hilaire de Saint-Thierry                                                                                               | Saint-Thierry             |                                   | 49° 18′ 23″ nord, 3° 58′ 03″ est | « PA00078849 » | Classé         | 1921      | Église Saint-Hilaire de Saint-Thierry                                                                                               |
| Église Saint-Vrain de Saint-Vrain                                                                                                   | Saint-Vrain               |                                   | 48° 41′ 42″ nord, 4° 48′ 12″ est | « PA00078850 » | Inscrit        | 1934      | Église Saint-Vrain de Saint-Vrain                                                                                                   |
| Église Saint-Julien de Sarry | Sarry                     |                                   | 48° 55′ 03″ nord, 4° 24′ 21″ est | « PA00078851 » | Classé         | 1911      | Église Saint-Julien de Sarry |
| Église Saint-Martin de Savigny-sur-Ardres                                                                                           | Savigny-sur-Ardres        |                                   | 49° 14′ 38″ nord, 3° 46′ 54″ est | « PA00078852 » | Classé         | 1921      | Église Saint-Martin de Savigny-sur-Ardres                                                                                           |
| Église Saint-Remi de Scrupt | Scrupt                    |                                   | 48° 43′ 02″ nord, 4° 46′ 53″ est | « PA00078853 » | Classé         | 1916      | Église Saint-Remi de Scrupt |
| Château de Sept-Saulx | Sept-Saulx                |                                   | 49° 09′ 35″ nord, 4° 14′ 35″ est | « PA51000006 » | Inscrit        | 2000      | Château de Sept-Saulx |
| Église Saint-Basle de Sept-Saulx | Sept-Saulx                |                                   | 49° 09′ 06″ nord, 4° 15′ 02″ est | « PA00078854 » | Classé         | 1920      | Église Saint-Basle de Sept-Saulx |
| Église Notre-Dame-de-la-Nativité de Sermaize-les-Bains                                                                              | Sermaize-les-Bains        |                                   | 48° 47′ 11″ nord, 4° 54′ 40″ est | « PA00078855 » | Classé         | 1916      | Église Notre-Dame-de-la-Nativité de Sermaize-les-Bains                                                                              |
| Église Saint-Denis de Sézanne | Sézanne                   |                                   | 48° 43′ 26″ nord, 3° 43′ 21″ est | « PA00078856 » | Classé         | 1911      | Église Saint-Denis de Sézanne |
| Maison | Sézanne                   | 3 place du Champ-Benoist          | 48° 43′ 21″ nord, 3° 43′ 15″ est | « PA00078857 » | Inscrit        | 1979      | Maison |
| Marché couvert de Sézanne | Sézanne                   | Place de la Halle                 | 48° 43′ 26″ nord, 3° 43′ 26″ est | « PA00078858 » | Inscrit        | 1988      | Marché couvert de Sézanne |
| Puits de Sézanne | Sézanne                   |                                   | 48° 43′ 25″ nord, 3° 43′ 19″ est | « PA00078859 » | Classé         | 1911      | Puits de Sézanne |
| Calvaire du Bois de Vignon | Sommepy-Tahure            |                                   | à géolocaliser                   | « PA00078860 » | Classé         | 1922      | Image manquante Téléverser |
| Église Saint-Martin de Sommepy-Tahure                                                                                               | Sommepy-Tahure            |                                   | 49° 15′ 02″ nord, 4° 33′ 24″ est | « PA00078861 » | Classé         | 1862      | Église Saint-Martin de Sommepy-Tahure                                                                                               |
| Église Saint-Denis de Sommesous | Sommesous                 |                                   | 48° 44′ 31″ nord, 4° 11′ 52″ est | « PA00078862 » | Classé         | 1916      | Église Saint-Denis de Sommesous |
| Église Saint-André de Sompuis | Sompuis                   |                                   | 48° 40′ 57″ nord, 4° 22′ 44″ est | « PA00078863 » | Classé         | 1932      | Église Saint-André de Sompuis |
| Église Saint-Martin de Somsois | Somsois                   |                                   | 48° 35′ 42″ nord, 4° 30′ 18″ est | « PA00078864 » | Classé         | 1927      | Église Saint-Martin de Somsois |
| Église Saint-Maurice de Songy | Songy                     |                                   | 48° 48′ 08″ nord, 4° 30′ 07″ est | « PA00078865 » | Classé         | 1931      | Église Saint-Maurice de Songy |
| Cimetière de la 28e brigade - La ferme des Wacques et les deux monuments des 44e et 60e régiments d’infanterie, nécropole nationale | Souain-Perthes-lès-Hurlus |                                   | 49° 10′ 58″ nord, 4° 30′ 37″ est | « PA51000027 » | Inscrit        | 2017      | Cimetière de la 28e brigade - La ferme des Wacques et les deux monuments des 44e et 60e régiments d’infanterie, nécropole nationale |
| Cimetière de la Légion Étrangère – Monument Farnsworth, nécropole nationale                                                         | Souain-Perthes-lès-Hurlus |                                   | 49° 11′ 47″ nord, 4° 33′ 57″ est | « PA51000028 » | Inscrit        | 2017      | Image manquante Téléverser |
| Monument aux morts des armées de Champagne                                                                                          | Souain-Perthes-lès-Hurlus |                                   | 49° 13′ 07″ nord, 4° 32′ 31″ est | « PA00132589 » | Inscrit        | 1994      | Monument aux morts des armées de Champagne                                                                                          |
| Église Saint-Pierre-Saint-Paul de Soudron                                                                                           | Soudron                   |                                   | 48° 50′ 20″ nord, 4° 12′ 02″ est | « PA00078866 » | Classé         | 1911      | Église Saint-Pierre-Saint-Paul de Soudron                                                                                           |
| Église Saint-Martin de Suippes | Suippes                   |                                   | 49° 07′ 52″ nord, 4° 31′ 55″ est | « PA00078867 » | Classé         | 1920      | Église Saint-Martin de Suippes |

- Haut – A
- B
- C
- D
- E
- F
- G
- H
- I
- J
- K
- L
- M
- N
- O
- P
- Q
- R
- S
- T
- U
- V
- W
- X
- Y
- Z

### T
| Monument                              | Commune                  | Adresse                | Coordonnées                      | Notice         | Protection     | Date      | Illustration                          |
| ------------------------------------- | ------------------------ | ---------------------- | -------------------------------- | -------------- | -------------- | --------- | ------------------------------------- |
| Abbaye Notre-Dame du Reclus           | Talus-Saint-Prix         |                        | 48° 50′ 15″ nord, 3° 43′ 38″ est | « PA00078868 » | Inscrit Classé | 1968 2012 | Abbaye Notre-Dame du Reclus           |
| Église Saint-Prix de Talus-Saint-Prix | Talus-Saint-Prix         |                        | 48° 49′ 23″ nord, 3° 45′ 11″ est | « PA00078870 » | Classé         | 1916      | Église Saint-Prix de Talus-Saint-Prix |
| Église Saint-Symphorien de Thibie     | Thibie                   |                        | 48° 55′ 46″ nord, 4° 12′ 53″ est | « PA00078871 » | Classé         | 1911      | Église Saint-Symphorien de Thibie     |
| Église Notre-Dame de Faremont         | Thiéblemont-Farémont     |                        | 48° 41′ 24″ nord, 4° 42′ 57″ est | « PA00078872 » | Classé         | 1915      | Église Notre-Dame de Faremont         |
| Église Saint-Loup de Thillois         | Thillois                 |                        | 49° 15′ 25″ nord, 3° 57′ 12″ est | « PA00078873 » | Classé         | 1921      | Église Saint-Loup de Thillois         |
| Château du Thoult                     | Le Thoult-Trosnay        |                        | 48° 51′ 07″ nord, 3° 41′ 27″ est | « PA00078874 » | Inscrit        | 1988      | Château du Thoult                     |
| Stand de tir de Tinqueux              | Tinqueux                 | 12 Avenue 29-Août-1944 | 49° 14′ 56″ nord, 3° 59′ 54″ est | « PA51000033 » | Inscrit        | 2024      | Image manquante Téléverser            |
| Église Saint-Nicolas du Thoult        | Le Thoult-Trosnay        |                        | 48° 51′ 01″ nord, 3° 41′ 23″ est | « PA00078875 » | Classé         | 1922      | Église Saint-Nicolas du Thoult        |
| Abbaye de Trois-Fontaines             | Trois-Fontaines-l'Abbaye |                        | 48° 43′ 07″ nord, 4° 56′ 56″ est | « PA00078876 » | Classé         | 1944      | Abbaye de Trois-Fontaines             |
| Château de Troissy                    | Troissy                  |                        | 49° 04′ 53″ nord, 3° 42′ 32″ est | « PA00078877 » | Classé         | 1924      | Château de Troissy                    |
| Église Saint-Martin de Troissy        | Troissy                  |                        | 49° 04′ 54″ nord, 3° 42′ 36″ est | « PA00078878 » | Classé         | 1911      | Église Saint-Martin de Troissy        |

- Haut – A
- B
- C
- D
- E
- F
- G
- H
- I
- J
- K
- L
- M
- N
- O
- P
- Q
- R
- S
- T
- U
- V
- W
- X
- Y
- Z

### U
| Monument                    | Commune | Adresse | Coordonnées                      | Notice         | Protection | Date | Illustration                |
| --------------------------- | ------- | ------- | -------------------------------- | -------------- | ---------- | ---- | --------------------------- |
| Église Saint-Remi d'Unchair | Unchair |         | 49° 17′ 23″ nord, 3° 44′ 43″ est | « PA00078879 » | Inscrit    | 1954 | Église Saint-Remi d'Unchair |

- Haut – A
- B
- C
- D
- E
- F
- G
- H
- I
- J
- K
- L
- M
- N
- O
- P
- Q
- R
- S
- T
- U
- V
- W
- X
- Y
- Z

### V
| Monument                                               | Commune                        | Adresse                                                          | Coordonnées                      | Notice         | Protection | Date | Illustration                                           |
| ------------------------------------------------------ | ------------------------------ | ---------------------------------------------------------------- | -------------------------------- | -------------- | ---------- | ---- | ------------------------------------------------------ |
| Dolmen de Val-des-Marais                               | Val-des-Marais                 | La Plaque                                                        | 48° 49′ 46″ nord, 3° 58′ 55″ est | « PA00078880 » | Classé     | 1937 | Image manquante Téléverser                             |
| Moulin de Valmy                                        | Valmy                          |                                                                  | 49° 04′ 47″ nord, 4° 46′ 03″ est | « PA00078882 » | Inscrit    | 1989 | Moulin de Valmy                                        |
| Château de Louvois                                     | Val de Livre                   | Louvois                                                          | 49° 06′ 18″ nord, 4° 07′ 09″ est | « PA51000024 » | Inscrit    | 2015 | Château de Louvois                                     |
| Église Saint-Maur de Courmelois                        | Val-de-Vesle                   |                                                                  | 49° 09′ 54″ nord, 4° 12′ 58″ est | « PA00078881 » | Classé     | 1920 | Église Saint-Maur de Courmelois                        |
| Église Saint-Martin de Vandières                       | Vandières                      | Ruelle de l'Église                                               | 49° 06′ 26″ nord, 3° 44′ 15″ est | « PA00106425 » | Classé     | 1921 | Église Saint-Martin de Vandières                       |
| Église Saint-Léger de Vauciennes (Marne)               | Vauciennes                     |                                                                  | 49° 03′ 00″ nord, 3° 53′ 00″ est | « PA00078883 » | Classé     | 1930 | Église Saint-Léger de Vauciennes (Marne)               |
| Croix de Vauclerc                                      | Vauclerc                       | Rue de la Croix                                                  | 48° 42′ 23″ nord, 4° 39′ 39″ est | « PA00078884 » | Inscrit    | 1927 | Croix de Vauclerc                                      |
| Église Saint-Louvent de Vauclerc                       | Vauclerc                       |                                                                  | 48° 42′ 34″ nord, 4° 39′ 29″ est | « PA00078885 » | Classé     | 1922 | Église Saint-Louvent de Vauclerc                       |
| Église Saint-Remi de Verneuil                          | Verneuil                       |                                                                  | 49° 05′ 42″ nord, 3° 40′ 23″ est | « PA00078886 » | Classé     | 1919 | Église Saint-Remi de Verneuil                          |
| Église Saint-Didier de Verrières                       | Verrières                      |                                                                  | 49° 03′ 54″ nord, 4° 54′ 22″ est | « PA00078887 » | Inscrit    | 1934 | Église Saint-Didier de Verrières                       |
| Église Saint-Pierre de Vert-la-Gravelle                | Vert-Toulon                    |                                                                  | 48° 50′ 39″ nord, 3° 54′ 43″ est | « PA00078888 » | Classé     | 1934 | Église Saint-Pierre de Vert-la-Gravelle                |
| Église Saint-Martin de Vertus                          | Vertus                         |                                                                  | 48° 54′ 24″ nord, 4° 00′ 03″ est | « PA00078889 » | Classé     | 1854 | Église Saint-Martin de Vertus                          |
| Abri de blockhaus à mitraillettes de Verzy             | Verzy                          | La Garenne                                                       | 49° 08′ 59″ nord, 4° 09′ 29″ est | « PA00078890 » | Classé     | 1922 | Image manquante Téléverser                             |
| Observatoire du Mont Sinaï                             | Verzy                          |                                                                  | 49° 08′ 47″ nord, 4° 09′ 20″ est | « PA00078891 » | Classé     | 1922 | Observatoire du Mont Sinaï                             |
| Buttes féodales du Vieil-Dampierre                     | Le Vieil-Dampierre             | Le Petit-Paris                                                   | 48° 59′ 00″ nord, 4° 53′ 15″ est | « PA00078892 » | Inscrit    | 1937 | Image manquante Téléverser                             |
| Église Saint-Pierre-et-Saint-Paul de Vienne-le-Château | Vienne-le-Château              |                                                                  | 49° 11′ 25″ nord, 4° 53′ 16″ est | « PA00078893 » | Classé     | 1922 | Église Saint-Pierre-et-Saint-Paul de Vienne-le-Château |
| Chapelle Saint-Lié de Ville-Dommange et blockhaus      | Ville-Dommange                 | Angle nord-est du cimetière                                      | 49° 12′ 17″ nord, 3° 55′ 46″ est | « PA00078894 » | Classé     | 1922 | Chapelle Saint-Lié de Ville-Dommange et blockhaus      |
| Église Saint-Lié de Ville-Dommange                     | Ville-Dommange                 |                                                                  | 49° 12′ 05″ nord, 3° 56′ 09″ est | « PA00078895 » | Classé     | 1919 | Église Saint-Lié de Ville-Dommange                     |
| Église de La Villeneuve-lès-Charleville                | La Villeneuve-lès-Charleville  |                                                                  | 48° 48′ 30″ nord, 3° 41′ 29″ est | « PA00078898 » | Classé     | 1916 | Église de La Villeneuve-lès-Charleville                |
| Abbaye Notre-Dame de Belleau                           | Villeneuve-la-Lionne           |                                                                  | 48° 46′ 54″ nord, 3° 26′ 53″ est | « PA00078897 » | Inscrit    | 1932 | Abbaye Notre-Dame de Belleau                           |
| Église Saint-Memmie de Villeneuve                      | Villeneuve-Renneville-Chevigny |                                                                  | 48° 55′ 01″ nord, 4° 03′ 41″ est | « PA00078899 » | Inscrit    | 1987 | Église Saint-Memmie de Villeneuve                      |
| Église Sainte-Agathe de Villers-Allerand               | Villers-Allerand               |                                                                  | 49° 10′ 00″ nord, 4° 01′ 30″ est | « PA00078900 » | Classé     | 1924 | Église Sainte-Agathe de Villers-Allerand               |
| Église Notre-Dame de Villers-en-Argonne                | Villers-en-Argonne             |                                                                  | 49° 06′ 45″ nord, 4° 33′ 42″ est | « PA00078903 » | Classé     | 1942 | Église Notre-Dame de Villers-en-Argonne                |
| Château de Villers-aux-Bois                            | Villers-aux-Bois               |                                                                  | 48° 55′ 53″ nord, 3° 56′ 06″ est | « PA00078901 » | Inscrit    | 1980 | Château de Villers-aux-Bois                            |
| Château de Villers-le-Château                          | Villers-le-Château             |                                                                  | 48° 57′ 43″ nord, 4° 16′ 17″ est | « PA00078904 » | Inscrit    | 1986 | Château de Villers-le-Château                          |
| Église Saint-Théodulphe de Villers-aux-Nœuds           | Villers-aux-Nœuds              |                                                                  | 49° 11′ 40″ nord, 3° 59′ 52″ est | « PA00078902 » | Classé     | 1920 | Église Saint-Théodulphe de Villers-aux-Nœuds           |
| Église Saint-Laurent de Ville-en-Tardenois             | Ville-en-Tardenois             |                                                                  | 49° 10′ 56″ nord, 3° 48′ 05″ est | « PA00078896 » | Classé     | 1919 | Église Saint-Laurent de Ville-en-Tardenois             |
| Église Saint-Alpin de Villevenard                      | Villevenard                    |                                                                  | 48° 49′ 39″ nord, 3° 47′ 56″ est | « PA00078905 » | Classé     | 1915 | Église Saint-Alpin de Villevenard                      |
| Grottes de Villevenard                                 | Villevenard                    |                                                                  | 48° 49′ 58″ nord, 3° 48′ 14″ est | « PA00078906 » | Classé     | 1926 | Grottes de Villevenard                                 |
| Chapelle Saint-Nicolas de Vitry-le-François            | Vitry-le-François              | Le Bas Village                                                   | 48° 44′ 06″ nord, 4° 34′ 53″ est | « PA00078908 » | Inscrit    | 1935 | Chapelle Saint-Nicolas de Vitry-le-François            |
| Collège de garçons                                     | Vitry-le-François              | Monument détruit, seul reste la façade dans le parc de la mairie | 48° 43′ 30″ nord, 4° 35′ 24″ est | « PA00078909 » | Classé     | 1941 | Collège de garçons                                     |
| Collégiale Notre-Dame de Vitry-le-François             | Vitry-le-François              |                                                                  | 48° 43′ 32″ nord, 4° 35′ 09″ est | « PA00078911 » | Classé     | 1920 | Collégiale Notre-Dame de Vitry-le-François             |
| Hôpital de Vitry-le-François                           | Vitry-le-François              |                                                                  | 48° 43′ 26″ nord, 4° 35′ 09″ est | « PA00078912 » | Classé     | 1948 | Hôpital de Vitry-le-François                           |
| Hôtel de ville de Vitry-le-François                    | Vitry-le-François              |                                                                  | 48° 43′ 29″ nord, 4° 35′ 22″ est | « PA00078910 » | Classé     | 1941 | Hôtel de ville de Vitry-le-François                    |
| Maison des Arquebusiers                                | Vitry-le-François              | 19 Rue de l'Arquebuse et 18 Rue des Beaux Anges                  | 48° 43′ 25″ nord, 4° 35′ 14″ est | « PA00078913 » | Classé     | 1942 | Maison des Arquebusiers                                |
| Porte du Pont                                          | Vitry-le-François              |                                                                  | 48° 43′ 44″ nord, 4° 35′ 14″ est | « PA00078914 » | Classé     | 1920 | Porte du Pont                                          |
| Calvaire de Vitry-en-Perthois                          | Vitry-en-Perthois              | Place Publique                                                   | 48° 44′ 48″ nord, 4° 37′ 34″ est | « PA00078907 » | Classé     | 1930 | Calvaire de Vitry-en-Perthois                          |
| Camp des Louvières                                     | Vitry-en-Perthois              | Bosses Les Grancets                                              | 48° 44′ 52″ nord, 4° 34′ 57″ est | « PA00078925 » | Inscrit    | 1991 | Camp des Louvières                                     |
| Château de Vitry-la-Ville                              | Vitry-la-Ville                 |                                                                  | 48° 50′ 29″ nord, 4° 27′ 47″ est | « PA00078922 » | Inscrit    | 1990 | Château de Vitry-la-Ville                              |
| Église Saint-Laurent de Vraux                          | Vraux                          |                                                                  | 49° 01′ 37″ nord, 4° 14′ 14″ est | « PA00078915 » | Classé     | 1920 | Église Saint-Laurent de Vraux                          |

- Haut – A
- B
- C
- D
- E
- F
- G
- H
- I
- J
- K
- L
- M
- N
- O
- P
- Q
- R
- S
- T
- U
- V
- W
- X
- Y
- Z

### W
| Monument                                   | Commune         | Adresse | Coordonnées                      | Notice         | Protection | Date | Illustration                               |
| ------------------------------------------ | --------------- | ------- | -------------------------------- | -------------- | ---------- | ---- | ------------------------------------------ |
| Église Saint-Symphorien de Witry-lès-Reims | Witry-lès-Reims |         | 49° 17′ 42″ nord, 4° 07′ 13″ est | « PA00078916 » | Classé     | 1922 | Église Saint-Symphorien de Witry-lès-Reims |